# سو هيراو
سو هيراو (باليابانية: 平尾 壮) (1 يوليو 1996 في أوساكا في اليابان – )؛ هو لاعب كرة قدم ياباني سابق كان يلعب كمهاجم.

## وصلات خارجية
- سو هيراو على موقع رابطة كرة القدم اليابانية للمحترفين (اليابانية)
- سو هيراو على موقع قاعدة بيانات كرة القدم.إي يو (الإنجليزية)
- سو هيراو على موقع Soccerway.com (الإنجليزية)
- سو هيراو على موقع عالم كرة القدم.نت (الإنجليزية)